# حكومة أويحيى السابعة
حكومة أويحيى السابعة حكومة جزائرية تقلدت السلطة من 15 نوفمبر 2008 إلى غاية 27 أفريل 2009. شكلت هذه الحكومة جراء التعديل الدستوري في 15 نوفمبر 2008.
حسب المادة 13 من قانون التعديل الدستوري 2008 فإن وظيفة رئيس الحكومة تستبدل بوظيفة الوزير الأول.
عين من جديد على رأس الحكومة أحمد أويحيى وزيرا أول وتم تشكيل الحكومة في 15 نوفمبر 2008.
التغيير الوحيد بالنظر للحكومة التي سبقتها هو استبدال وزير الإتصال بـكاتب الدولة مكلف بالإتصال، و نلاحظ كذلك صعود الوزير المنتدب لدى وزير الدفاع إلى المرتبة الرابعة في السلم البروتوكولي بعد وزراء الدولة الثلاث.

## تشكيلة الحكومة

### رئيس الحكومة
| الصورة | الحقيبة الوزارية      | الاسم       |  | الحزب                    |
| ------ | --------------------- | ----------- |  | ------------------------ |
|        | الوزير الأول الجزائري | أحمد أويحيى |  | التجمع الوطني الديمقراطي |

### الوزراء
| الصورة | الحقيبة الوزارية                              | الاسم               |  | الحزب |
| ------ | --------------------------------------------- | ------------------- |  | ----- |
|        | (رئيس الجمهورية الجزائرية) وزير الدفاع الوطني | عبد العزيز بوتفليقة |  |       |

#### وزراء الدولة
| ترقيم | الصورة | الحقيبة الوزارية                              | الاسم                        |  | الحزب               |
| ----- | ------ | --------------------------------------------- | ---------------------------- |  | ------------------- |
| 01    |        | وزير الدولة، الممثل الشخصي لرئيس الجمهورية    | عبد العزيز بلخادم            |  | جبهة التحرير الوطني |
| 02    |        | وزير الدولة، وزير الداخلية و الجماعات المحلية | نور الدين زرهوني المدعو يزيد |  | جبهة التحرير الوطني |
| 03    |        | وزير الدولة                                   | سلطاني بوقرة                 |  | حركة مجتمع السلم    |

| ترقيم | الصورة | الحقيبة الوزارية                  | الاسم              |  | الحزب |
| ----- | ------ | --------------------------------- | ------------------ |  | ----- |
| 01    |        | وزير منتدب لدى وزير الدفاع الوطني | عبد المالك قنايزية |  |       |

#### وزراء
| ترقيم | الصورة | الحقيبة الوزارية                                              | الاسم                  |  | الحزب                              | ملاحظات |
| ----- | ------ | ------------------------------------------------------------- | ---------------------- |  | ---------------------------------- | --- |
| 04    |        | وزير الشؤون الخارجية                                          | مراد مدلسي             |  | التجمع الوطني الديمقراطي           | |
| 05    |        | وزير العدل، حافظ الأختام                                      | الطيب بلعيز            |  |                                    | |
| 06    |        | وزير المالية                                                  | كريم جودي              |  |                                    | |
| 07    |        | وزير الطاقة والمناجم                                          | شكيب خليل              |  |                                    | |
| 08    |        | وزير المـوارد المائية                                         | عبد المالك سلال        |  |                                    | أنهيت مهامه في 14 فيفري 2009 و عين دحو ولد قابلية الوزير المنتدب للقيام بأعمال وزير المـوارد المائية بالنيابة - عبد المالك سلال انهيت مهامه كوزير ليقوم بمهمة مدير الحملة الإنتخابية للمرشح عبد العزيز بوتفليقة في الانتخابات الرئاسية الجزائرية 2009 |
| 09    |        | وزير الصناعة وترقية الاستثمار                                 | عبد الحميد تمار        |  | جبهة التحرير الوطني                | |
| 10    |        | وزير التجارة                                                  | الهاشمي جعبوب          |  | حركة مجتمع السلم                   | |
| 11    |        | وزير الشؤون الدينية و الأوقاف                                 | أبو عبد الله غلام الله |  | التجمع الوطني الديمقراطي           | |
| 12    |        | وزير المجاهدين                                                | محمد الشريف عباس       |  | جبهة التحرير الوطني                | |
| 13    |        | وزير التهيئة العمرانية و البيئة و السياحة                     | شريف رحماني            |  | التجمع الوطني الديمقراطي           | |
| 14    |        | وزير النقل                                                    | عمار تو                |  | جبهة التحرير الوطني                | |
| 15    |        | وزير التربية الوطنية                                          | أبو بكر بن بوزيد       |  | التجمع الوطني الديمقراطي           | |
| 16    |        | وزير الفلاحة والتنمية الريفية                                 | رشيد بن عيسى           |  |                                    | |
| 17    |        | وزير الأشغال العمومية                                         | عمار غول               |  | حركة مجتمع السلم                   | |
| 18    |        | وزير الصحة والسكان وإصلاح المستشفيات                          | السعيد بركات           |  |                                    | |
| 19    |        | وزيرة الثقافة                                                 | خليدة تومي             |  | التجمع من أجل الثقافة والديمقراطية | |
| 20    |        | وزير المؤسسات والصناعات الصغيرة والمتوسطة و الصناعة التقليدية | مصطفى بن بادة          |  | حركة مجتمع السلم                   | |
| 21    |        | وزير التعليم العالي والبحث العلمي                             | رشيد حراوبية           |  | جبهة التحرير الوطني                | |
| 22    |        | وزير البريد و تكنولوجيات الإعلام و الاتصال                    | حميد بصالح             |  |                                    | |
| 23    |        | وزير مكلف بالعلاقات مع البرلمان                               | محمود خذري             |  |                                    | |
| 24    |        | وزير التكوين و التعليم المهنيين                               | الهادي خالدي           |  |                                    | |
| 25    |        | وزير السكن والعمران                                           | نور الدين موسى         |  |                                    | |
| 26    |        | وزير العمل و التشغيل و الضمان الاجتماعي                       | الطيب لوح              |  | جبهة التحرير الوطني                | |
| 27    |        | وزير التضامن الوطني و الأسرة و الجالية الوطنية بالخارج        | جمال ولد عباس          |  | جبهة التحرير الوطني                | |
| 28    |        | وزير الصيد البحري و الموارد الصيدية                           | اسماعيل ميمون          |  | حركة مجتمع السلم                   | |
| 29    |        | وزير الشباب والرياضة                                          | الهاشمي جيار           |  |                                    | |
| 30    |        | وزير، أمين عام للحكومة                                        | أحمد نوي               |  |                                    | |

#### وزراء منتدبون
| ترقيم | الصورة | الحقيبة الوزارية                                                                                    | الاسم            |  | الحزب               | ملاحظات |
| ----- | ------ | --------------------------------------------------------------------------------------------------- | ---------------- |  | ------------------- | --- |
| 02    |        | وزير منتدب لدى وزير الدولة، وزير الداخلية والجماعات المحلية مكلف بالجماعات المحلية                  | دحو ولد قابلية   |  | جبهة التحرير الوطني | عين دحو ولد قابلية للقيام بأعمال وزير المـوارد المائية بالنيابة على إثر أنهاء مهام عبد المالك سلال في 14 فيفري 2009 الذي استدعى لمهام أخرى. |
| 03    |        | وزير منتدب لدى وزير الدولة، وزير الشؤون الخارجية مكلف بالشؤون المغاربية والإفريقية                  | عبد القادر مساهل |  | جبهة التحرير الوطني | |
| 04    |        | وزيرة منتدبة لدى وزير التضامن الوطني والأسرة و الجالية الوطنية بالخارج، مكلفة بالأسرة وقضايا المرأة | نوارة سعدية جعفر |  |                     | |
| 05    |        | وزيرة منتدبة لدى وزير التعليم العالي والبحث العلمي مكلفة بالبحث العلمي                              | سعاد بن جاب الله |  |                     | |

#### كتاب الدولة
| ترقيم | الصورة | الحقيبة الوزارية                           | الاسم           |  | الحزب                    |
| ----- | ------ | ------------------------------------------ | --------------- |  | ------------------------ |
| 01    |        | كاتب الدولة لدى الوزير الأول مكلف بالإتصال | عز الدين ميهوبي |  | التجمع الوطني الديمقراطي |